# Massimiliano Bernini
Massimiliano Bernini (Viterbo, 24 maggio 1975) è un politico italiano.

## Biografia

### Attività politica

#### Elezione a deputato
Alle elezioni politiche del 2013 viene eletto deputato della XVII legislatura della Repubblica Italiana nella circoscrizione XVI Lazio 2 per il Movimento 5 Stelle.
Non si ricandida nel 2018, tornando a fare l'insegnante.